# عادل رمزي
عادل رمزي (مواليد 14 يوليو 1977) بمدينة مراكش هو لاعب كرة قدم مغربي معتزل، كان يلعب كلاعب وسط ميدان ،الان يشغل منصب مساعد مدرب رينجرز الاسكتلندي.

## عن حياته
كان لاعب في منتخب المغرب لكرة القدم في الفترة 1998–2007  ولقد لعب 26 مباراة دولية للمغرب، وسجل هدفين ولعب أيضا في عام 1997 في كأس العالم تحت 20 سنة لكرة القدم ولقد مثل بلاده في العديد من البطولات الأفريقية.

## مسيرته الكروية
لعب عادل رمزي خلال مسيرته الاحترافية مع 11 ناديًا في اثنين وعشرين موسمًا وسجل خلالها 109 هدف ضمن 392 مباراة. ولم يفز بأي موسم بالكأس وفاز في موسمين بالدوري.
خاض عادل رمزي مسيرته مع نادي الكوكب المراكشي في موسم 1995–96 ولمدة موسمين، مشاركًا في 30 مباراة سجل خلالها 13 هدفًا. ثم انتقل إلى نادي فيلم تو تيلبورغ في موسم 1997–98 واستمر معه طيلة ثلاثة مواسم، حيث شارك في 52 مباراة سجل خلالها 18 هدفًا. لينتقل بعدها إلى نادي آيندهوفن في موسم 2000–01 واستمر معه طيلة ثلاثة مواسم، مشاركًا في 49 مباراة سجل خلالها 7 أهداف. ثم انتقل إلى نادي قرطبة في موسم 2002–03 لمدة موسم واحد، مشاركًا في 20 مباراة سجل خلالها هدفين. هذا وانتقل لاحقًا إلى نادي تفينتي أنشخيدة في موسم 2003–04 لمدة موسم واحد، مشاركًا في 32 مباراة سجل خلالها 8 أهداف. ثم انتقل بعدها إلى نادي إي زد ألكمار في موسم 2004–05 ولمدة موسمين، مشاركًا في 32 مباراة سجل خلالها هدفين. ليعود وينتقل من جديد، لكن هذه المرة إلى نادي أوترخت في موسم 2005–06 لمدة موسم واحد، مشاركًا في 15 مباراة سجل خلالها 7 أهداف. لينتقل بعدها إلى نادي رودا كيركراده في موسم 2006–07 في المرة الأولى لمدة موسم واحد ثم في موسم 2011–12 ولمدة موسمين، مشاركًا طوالها في 76 مباراة سجل خلالها 11 هدفًا. ثم لعب في نادي الوكرة في موسم 2007–08 ليلعب معه أربعة مواسم، مشاركًا في 77 مباراة سجل خلالها 39 هدفًا. ليعود ويرتحل عنه إلى نادي أم صلال في موسم 2010–11 لمدة موسم واحد، مشاركًا في 9 مباريات سجل خلالها هدفين.

## الإنجازات

### كلاعب
الكوكب المراكشي
- كأس الاتحاد الإفريقي : 1996

 آيندهوفن
- الدوري الهولندي الممتاز : 2001، 2003
- كأس السوبر الهولندي : 2000، 2001

 المغرب
- كأس الأمم الإفريقية تحت 20 :
  -  البطل : 1997

فردية
- أفضل ممرر في الدوري الهولندي : 2003–04
- لاعب الموسم في نادي تفينتي : 2003–04

### كمدرب
الوداد الرياضي
- الدوري الإفريقي :
  -  الوصيف : 2023

## روابط خارجية
- عادل رمزي‎ على موقع الاتحاد الدولي (مؤرشف)  (الإنجليزية)
- عادل رمزي‎ على موقع الاتحاد الأوربي (الإنجليزية)
- عادل رمزي‎ على موقع قاعدة بيانات كرة القدم.إي يو (الإنجليزية)
- عادل رمزي‎ على موقع ناشيونال فوتبول تيمز (الإنجليزية)
- عادل رمزي‎ على موقع Soccerway.com (الإنجليزية)
- عادل رمزي‎ على موقع عالم كرة القدم.نت (الإنجليزية)